# Pusztamonostor
Pusztamonostor è un comune dell'Ungheria di 1.664 abitanti (dati 2001). È situato nella contea di Jász-Nagykun-Szolnok.